# John Dawnay (4e vicomte Downe)
John Dawnay, 4e vicomte Downe (9 avril 1728 - 21 décembre 1780), est un pair britannique et un homme politique whig.

## Biographie

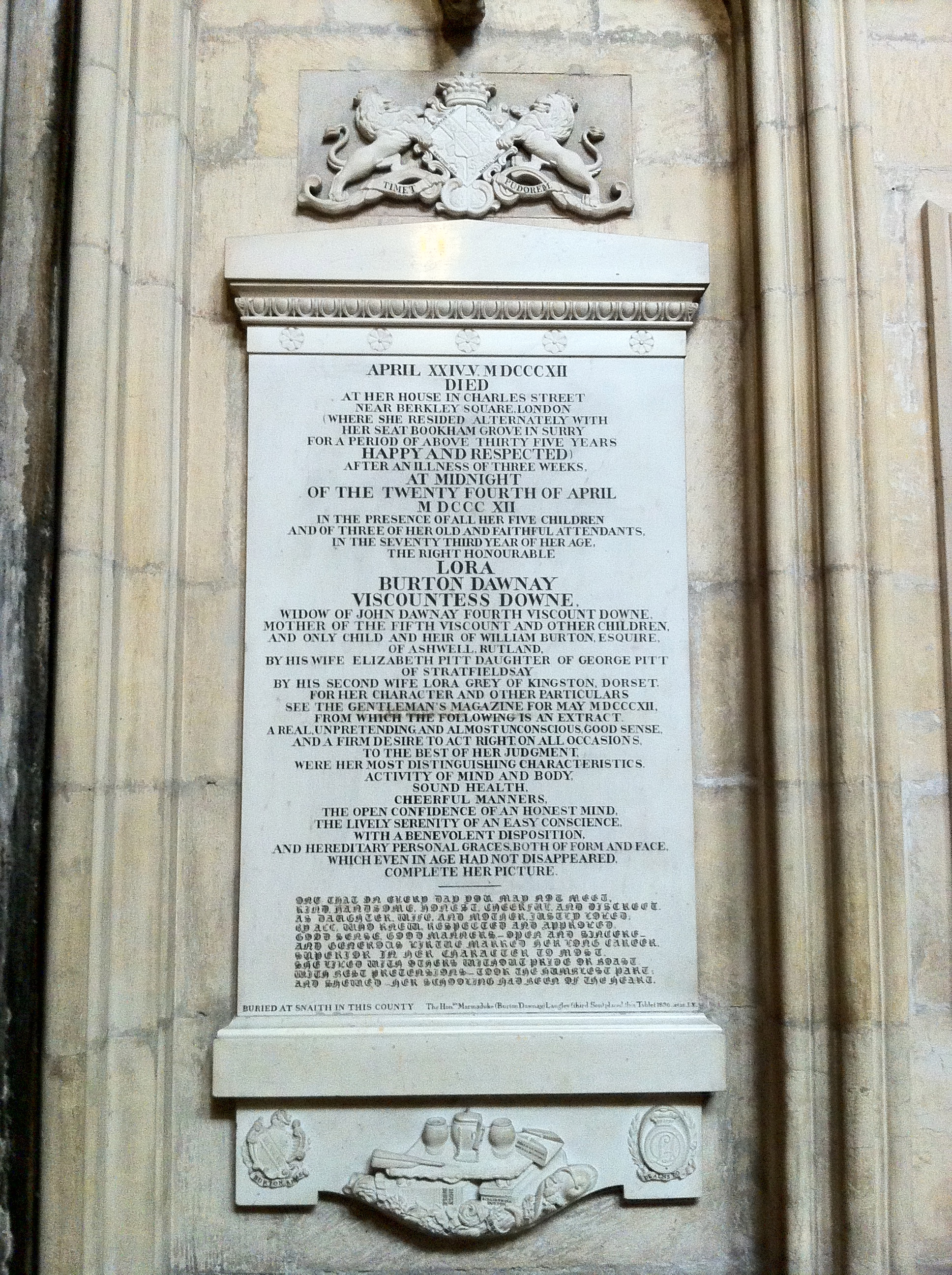
Mémorial dans le couloir nord du chœur de la Cathédrale d'York. À Lora Burton Dawnay, vicomtesse Downe, veuve de John Dawnay, 4e vicomte Downe

Il est le fils cadet de John Dawnay (député), fils aîné de Henry Dawnay (2e vicomte Downe). Sa mère est Charlotte Louisa, fille de Robert Pleydell, et Henry Dawnay (3e vicomte Downe) est son frère aîné.

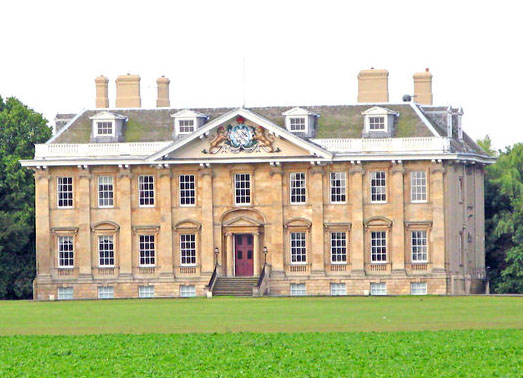
Cowick Hall dans la circonscription est du Yorkshire, siège des vicomtes Downe

Il est élu au Parlement pour Cirencester en 1754,. En 1760, il devient vicomte après la mort de son frère aîné pendant la guerre de Sept Ans. Cependant, comme il s'agit d'une pairie irlandaise, cela ne lui donne pas droit à un siège à la Chambre des lords anglaise et ne l'empêche donc pas de rester membre de la Chambre des communes. En 1768, il est réélu à Malton, siège qu'il occupe jusqu'en 1774.

## Famille
Lord Downe épouse Lora, fille de William Burton, en 1763. Ils vivent à Cowick Hall dans le Yorkshire et ont au moins sept enfants:
- John Dawnay (5e vicomte Downe) (1764-1832)
- William Henry Pleydell Dawnay, décédé jeune
- Catherine Dawnay (23 août 1768 - 9 juillet 1821)
- William Dawnay (6e vicomte Downe) (1772-1846)
- Lora Dawnay (née le 17 juin 1774), décédée jeune
- Marmaduke Dawnay (26 juillet 1777 - 1er octobre 1851), plus tard (1824) Marmaduke Langley
- Thomas Dawnay (30 mai 1779 - 1er janvier 1850), recteur d'Ashwell

Lord Downe meurt en décembre 1780, à l'âge de 62 ans. Son fils aîné, John, lui succède. La vicomtesse Downe est décédée en avril 1812 .